# Náměšť na Hané (zámek)
Zámek Náměšť na Hané se nachází na území městyse Náměšť na Hané, ležícího 13 km jižně od Litovle v okrese Olomouc. Na jeho katastru, přibližně uprostřed městyse, se nachází tzv. dolní zámek stojící na místě původní tvrze. Na jihovýchodním okraji městyse se nachází tzv. horní zámek, který je chráněn jako kulturní památka.

## Historie

### Dolní zámek
Ve 13. a 14. století měl v držení obec zemanský rod, který se po Náměšti i psal. Na žádost Milíče z Náměšti povýšil král Jan Lucemburský ves na městečko s jarmarečním právem. V tomto období (r. 1371) je v Náměšti doložena existence tvrze, jejímiž majiteli byli Artleb a Parcifal z Náměště. (Parcifal z Náměště pečetil i tzv. stížný list do Kostnice proti upálení mistra J. Husa). Tvrz byla pravděpodobně starší než blízký hrad a sloužila jako rodové sídlo zemanů z Náměště. Statek s tvrzí byl počátkem 16. století (zřejmě dědickým řízením) rozdělen. Díl s tvrzí obdržel Jan Čertorejský z Čertorej. Druhý díl – statek se vsí měl v držení Jiřík Štolbašský z Doloplaz. Někdy před r. 1515 kupuje Hynek ze Zvole od Jana Čertorejského jeho díl majetku a následně v r. 1521 kupuje i druhý díl náměšťského majetku od Štolbašského z Doloplaz, čímž se opět toto panství sjednocuje. V r. 1536 pak prodává Hynek ze Zvole Náměšťské zboží Hynku Bruntálskému z Vrbna.
Vrbenští poté kolem r. 1556 podstatně tvrz přebudovali do podoby menšího renesančního zámku (o čemž svědčí jeho jihozápadní nároží zvané Terezka), přestože až do r. 1609, kdy náměšťský statek vlastnili Mořkovští ze Zástřizl, byl stále označován za tvrz.
Za třicetileté války byl zámek se statkem vypleněn a zpustošen Švédy. V r. 1665 byl obnoven a počátkem 18. století přestavěn do barokní podoby – postaveno bylo např. nové schodiště s barokním portálem a upraveny zámecké interiéry. K zámku náležely též v 17. století rozlehlé ovocnářské zahrady. (Z r. 1726 jsou dochovány záznamy nejen o užitkových zahradách, ale i o okrasných sadech).
Rudolf Morkovský ze Zástřizl prodává r. 1651 náměšťské panství císařskému komisaři Janu Jakardovskému ze Sudic. V dalších letech probíhalo rychlé střídání majitelů až do r. 1726. To když panství kupuje hrabě Alois Tomáš Raimund Harrach. V r. 1740 přebírá panství jeho syn hrabě Ferdinand Harrach a dává v 60. letech 18. století vybudovat v Náměšti nový tzv. Horní zámek, jelikož prostý a poměrně malý Dolní zámek již nevyhovuje vkusu a potřebám panstva. Objekty dolního zámku hrabě v r. 1765 přebudoval na textilní manufakturu. Po jejím zániku v r. 1778 byla na jejím místě zřízena sladovna, která sloužila i v následujících letech dalším majitelům – hrabatům a knížatům Kinským (1780-1916) a Ottahalům (1916–1945).
Dnešní podoba dolního zámku v podstatě odpovídá podobě, kterou zámek dostal po úpravě pro účely textilní manufaktury a později i sladovny. Je to jednopatrová budova obdélníkového půdorysu, jenž má v průčelí 11 okenních os. Vstup do obdélníkového dvora je ze západní strany širokým průjezdem, zvýrazněným kamenným portálem. Původně renesanční charakter stavby prozrazuje, kromě výše uvedeného jihozápadního nároží i křížová klenba v přízemí a kamenné ostění oken.

### Horní zámek
Hrabě Ferdinand Bonaventura Harrach si krajinu a okolí Náměště tak oblíbil, že se v 60. letech 18. století rozhodl poblíž dřívějšího sídla –dolního zámku– nechat postavit nové barokní zámecké sídlo. Hrabě Harrach zastával vysoké funkce u císařského dvora a náměšťský zámek měl plnit úlohu reprezentačního rodového sídla. Autor projektu není znám, zámek ale svým pojetím s francouzskými vlivy patří k významným památkám druhé poloviny 18. století. Přesně datována není ani doba vzniku, pravděpodobně to ale bylo v letech 1763–1767. Nový zámek se bez podstatnějších úprav zachoval v nezměněné podobě dodnes. Zámek má čtyřkřídlou dispozici kolem nádvoří. Jednopatrová průčelní budova má vpředu i vzadu mělké rizality s předloženými schodišti, nahoře zakončené trojúhelníkovými tympanony se znaky. Na venkovním průčelí je erb budovatele zámku spolu s erbem jeho druhé manželky, Marie Rosy z Harrachu na nádvorní straně je pak sdružený erb – harrachovsko-ditrichštejnský, neboť macechou budovatele byla hraběnka Marie Arnoštka z Ditrichštejna, ovdovělá Gallasová.
Obě boční křídla obepínají zámeckou budovu a uzavírají dvůr. Obloukovitě se zalamují do zadního traktu přerušeného vjezdem do nádvoří. Další vjezdy jsou v osách bočních křídel. Hlavní budova má prostory se zrcadlovými stropy s rokajovým a rostlinným dekorem, přecházejícím na stěny. Za Ferdinanda Harracha byl také kolem zámku vybudován park a v něm na přelomu 18. a 19. století vybudován velký skleník. Díky tomu zámek vyniká ojedinělou parkovou a komunikační dispozicí, patrnou zvláště z nadhledové perspektivy. Kruhový park v jehož středu je položen zámecký objekt, obíhá úzká kruhová komunikace lemovaná stromy, přičemž se vozovka rozchází do čtyř křížných směrů a je rovněž lemována lipovým stromořadím. Zadní polovina tohoto okruží je opticky zvýrazněna polokruhovým osídlením určeným původně pro nově přistěhovavší se tkalce, pracující v hraběcí manufaktuře dolního zámku.
V roce 1780 získala dědictvím zámek Ferdinandova dcera Marie Rosa Harrachová, provdaná kněžna Kinská (1758–1814). Po ní zdědil Náměšť mladší syn František Josef Kinský (1784–1823), ve společném vlastnictví pak velkostatek držely jeho děti, samostatnými majiteli byli až Eugen Kinský (1818–1885) a jeho syn Eugen mladší (1859–1939). Tato linie Kinských vlastnila také Valašské Meziříčí a na náměšťském zámku po celé 19. století neproběhly žádné zásadní úpravy (s výjimkou výstavby skleníku v roce 1810). Od Eugena mladšího Kinského koupil velkostatek v roce 1916 za dva a půl miliónu korun olomoucký velkoobchodník František Otáhal (psaný též jako Ottahal; 1863–1943). Otáhal byl výhradním zástupcem Vítkovických železáren pro prodej zboží na Moravě a patřil k velmi bohatým podnikatelům. K velkostatku tehdy patřil hospodářský dvůr, sladovna, pila, kamenolom a cca 1370 hektarů půdy. Po první světové válce nechal František Otáhal zámek modernizovat, zavedl elektřinu, vodovod a ústřední vytápění. Významná je úprava zámeckého parku z roku 1925 podle projektu vynikajícího zahradníka Křemene spojená s výstavbou kolonády severně od hlavní budovy zámku. V této podobě se podoba zámeckého parku dochovala dodnes.
| Rok  | Počet návštěvníků |
| ---- | ----------------- |
| 2015 | 26 004            |
| 2016 | 28 855            |
| 2017 | 28 628            |
| 2020 | 14 240            |
| 2021 | 19 437            |
| 2022 | 24 968            |
| 2023 | 26 860            |

Potomci Františka Otáhala, syn Otto a dcera Helena, provdaná von Eichhoff, vlastnili zámek do roku 1945. Za druhé světové války neprojevovali proněmecké postoje, před osvobozením však uprchli do zahraničí a konfiskace jejich majetku v polovině června 1945 se uvádí jako jedno z prvních uplatnění Benešových dekretů. zámek byl v roce 1952 zpřístupněn veřejnosti.
Zámek byl do roku 1999 majetkem Krajského vlastivědného muzea v Olomouci, od 1. července 2000 jej vlastní městys Náměšť na Hané. Zámek je přístupný veřejnosti a nabízí celkem čtyři prohlídkové trasy označené písmeny A - D.
Součástí všech prohlídkových tras jsou arcibiskupské kočáry, které jsou zapůjčeny z olomouckého arcibiskupství. K vidění je zlatý kočár prvního arcibiskupa Antonína Theodora z Colloredo-Waldsee z roku 1777 a cestovní kočár Františka Bauera z roku 1914.
- Trasa A: přízemí zámku (reprezentační sály)
- Trasa B: reprezentační sály s 1. patrem zámku, kde jsou k vidění obytné místnosti. Některé ještě původní z 18. století včetně vybavení.
- Trasa C: reprezentační a obytné místnosti s prohlídkou zámecké kaple Nejsvětější trojice z roku 1672.
- Trasa D: reprezentační a obytné místnosti, zámecká kaple a zřícenina hradu ze 13. století[7]

Trasa C a D v provozu pouze v červenci a srpnu
V zámeckých expozicích je k vidění vzácný míšeňský porcelán, který byl zapůjčen se zlatým rokokovým nábytkem na natáčení filmu Amadeus (rež. Miloš Forman) nebo minisérie Marie Terezie (rež. Robert Dornhelm). Zároveň tu bylo zřízené muzeum a stálá expozice věnovaná místním významným rodákům - herci Ladislavu Lakomému a scénografovi Ladislavu Vychodilovi.

## Galerie

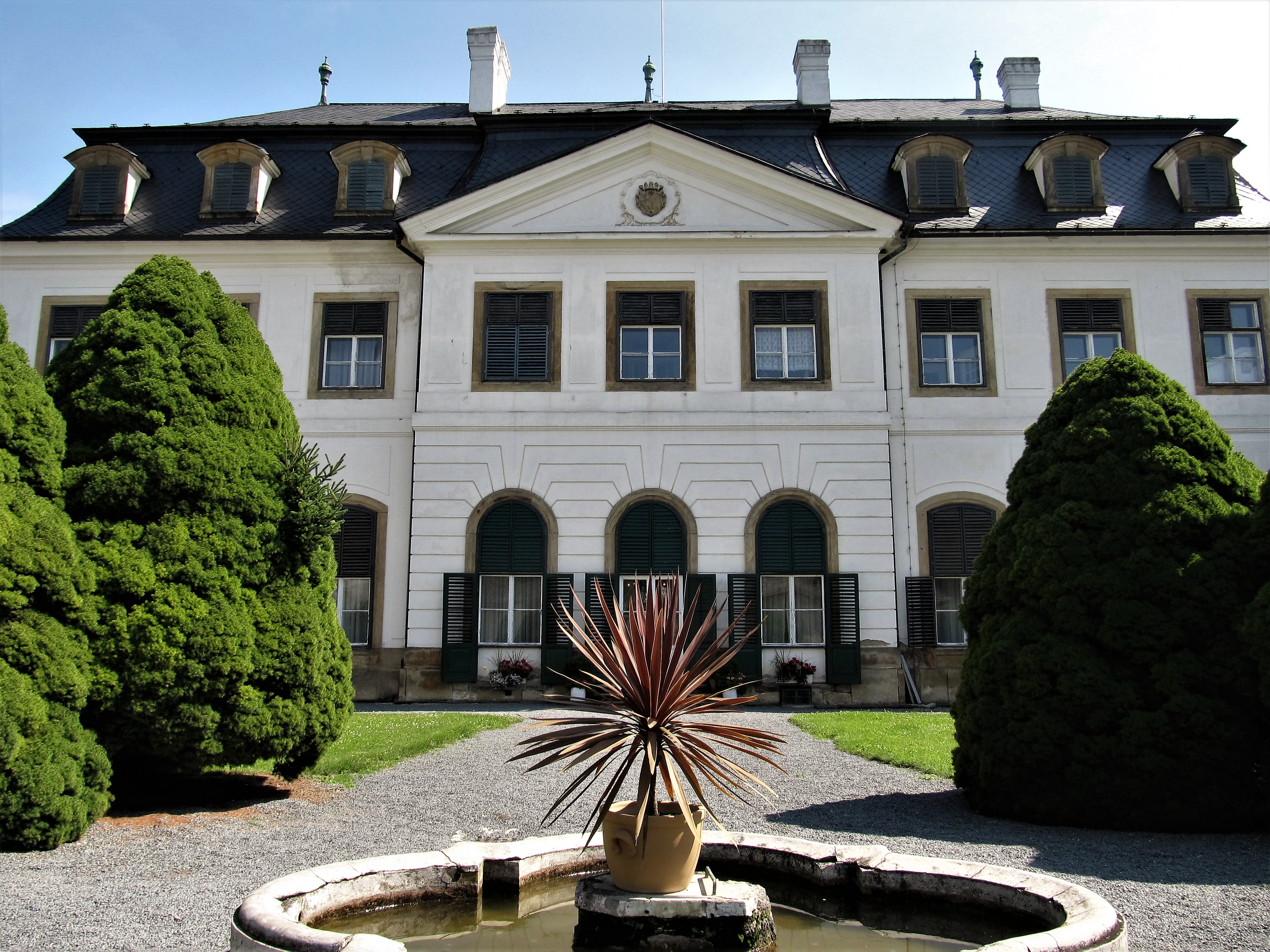
Hlavní budova zámku pohledem z nádvoří
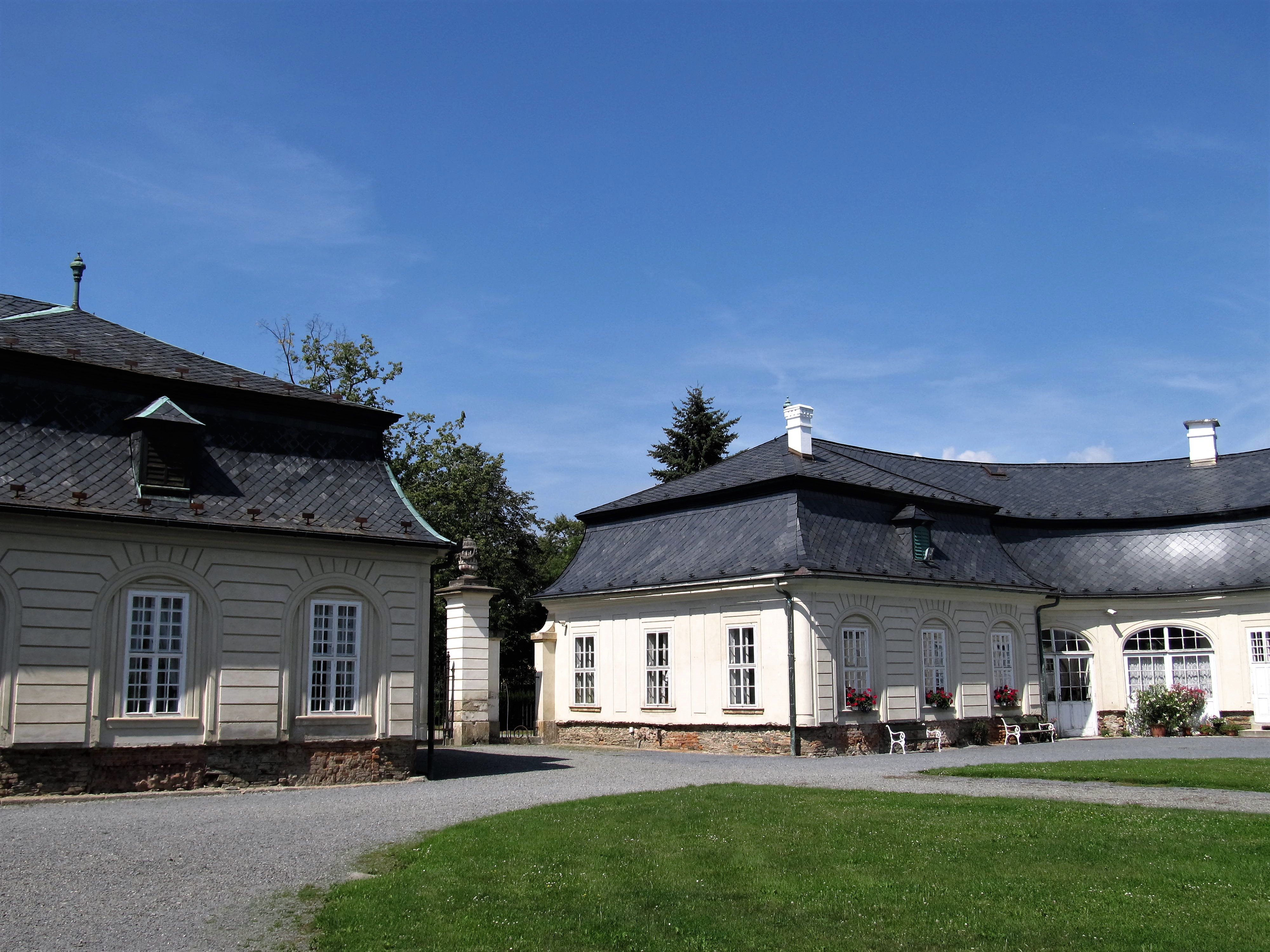
Nádvoří zámku s hospodářskými budovami
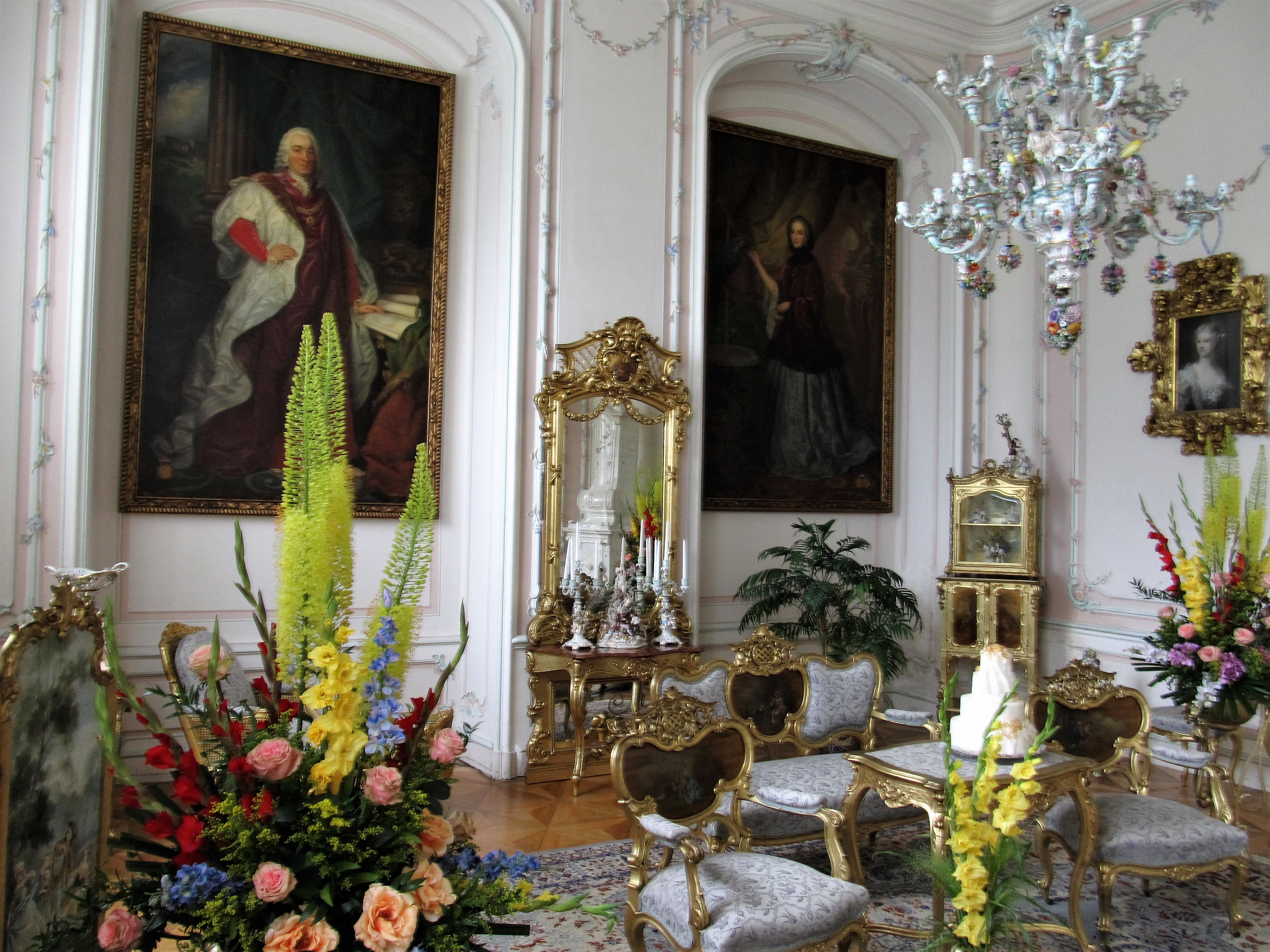
Interiér zámku - zlatý salonek
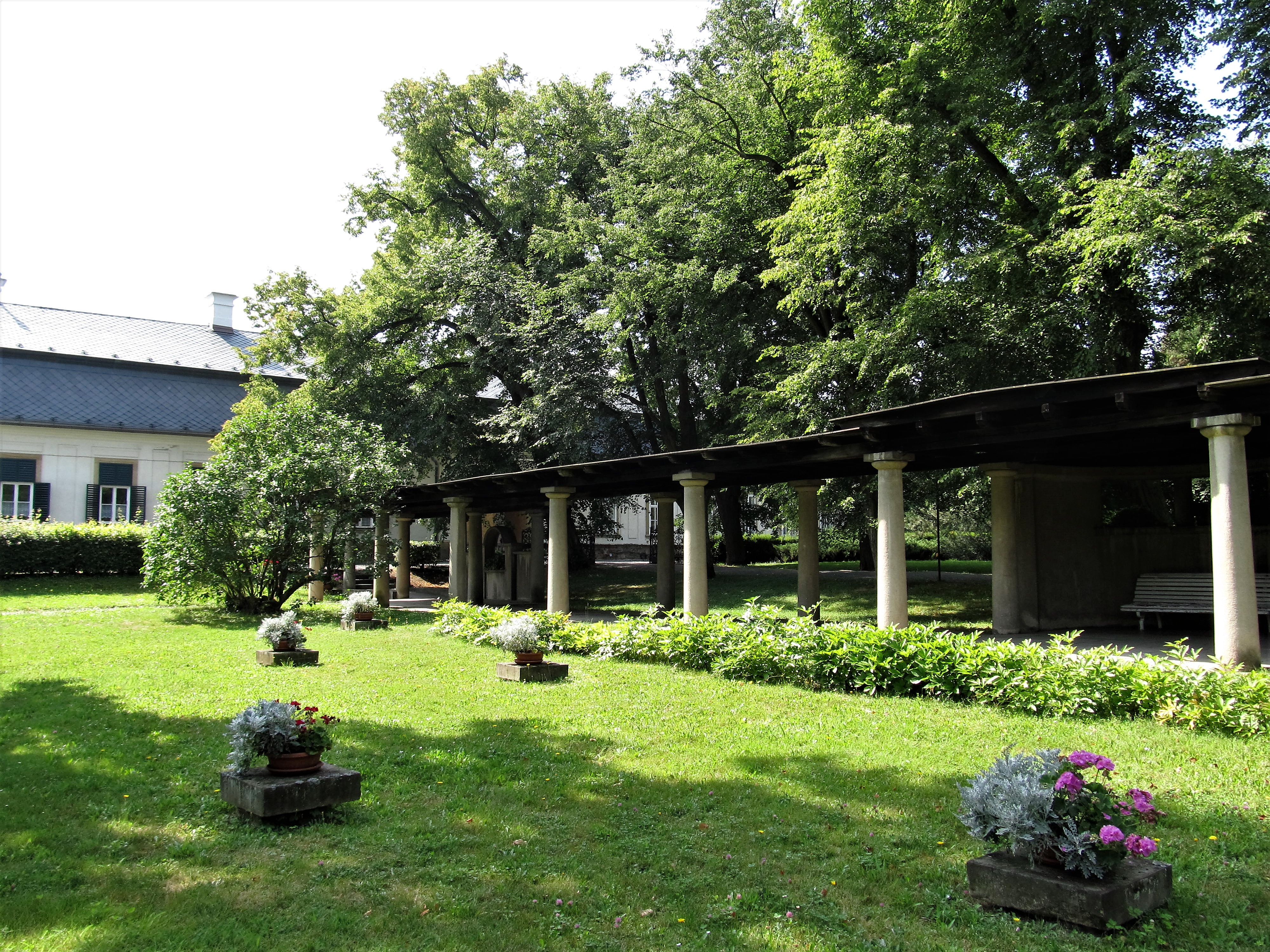
Kolonáda v zámeckém parku z roku 1925
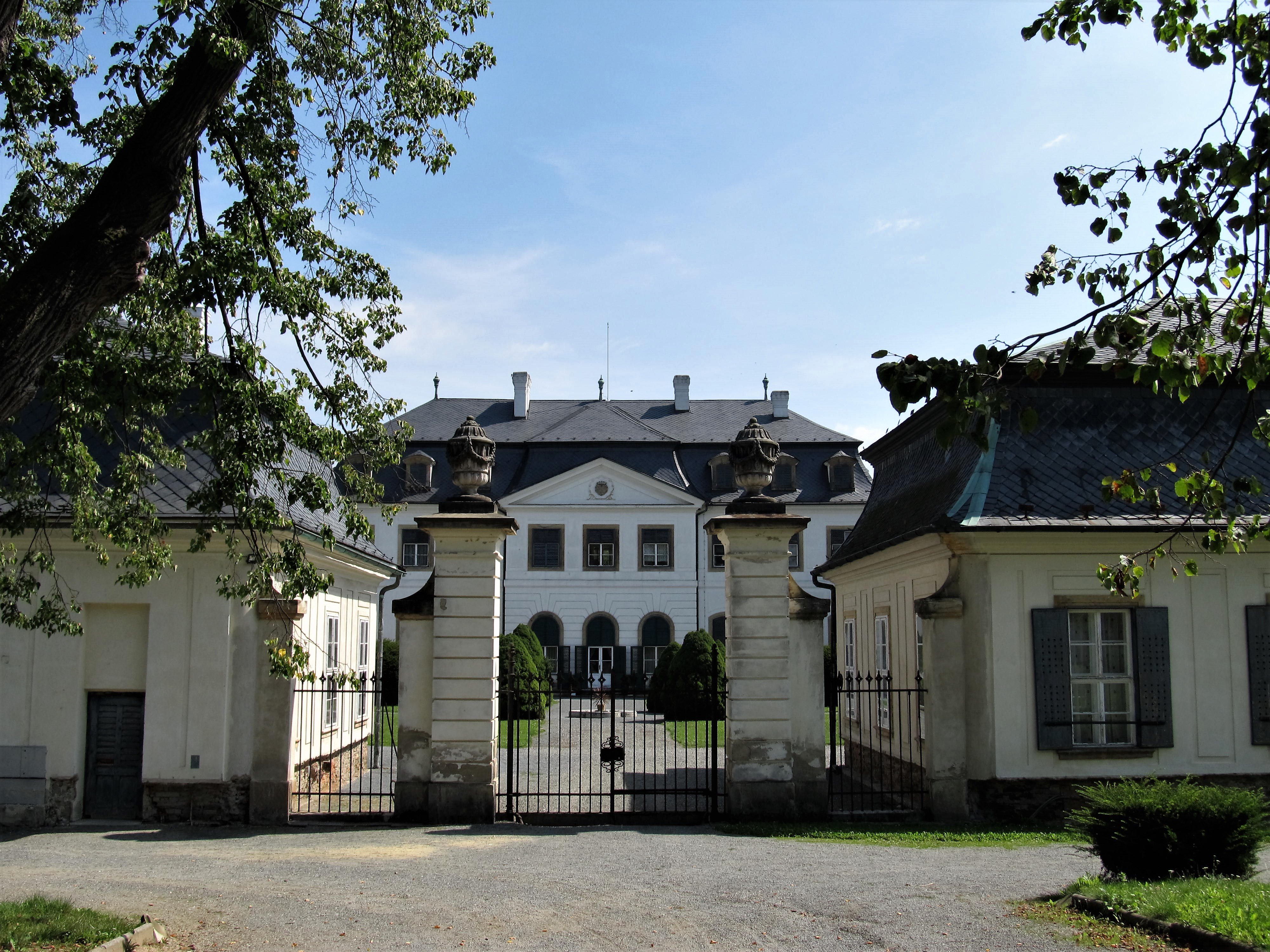
Hlavní vstup do zámku
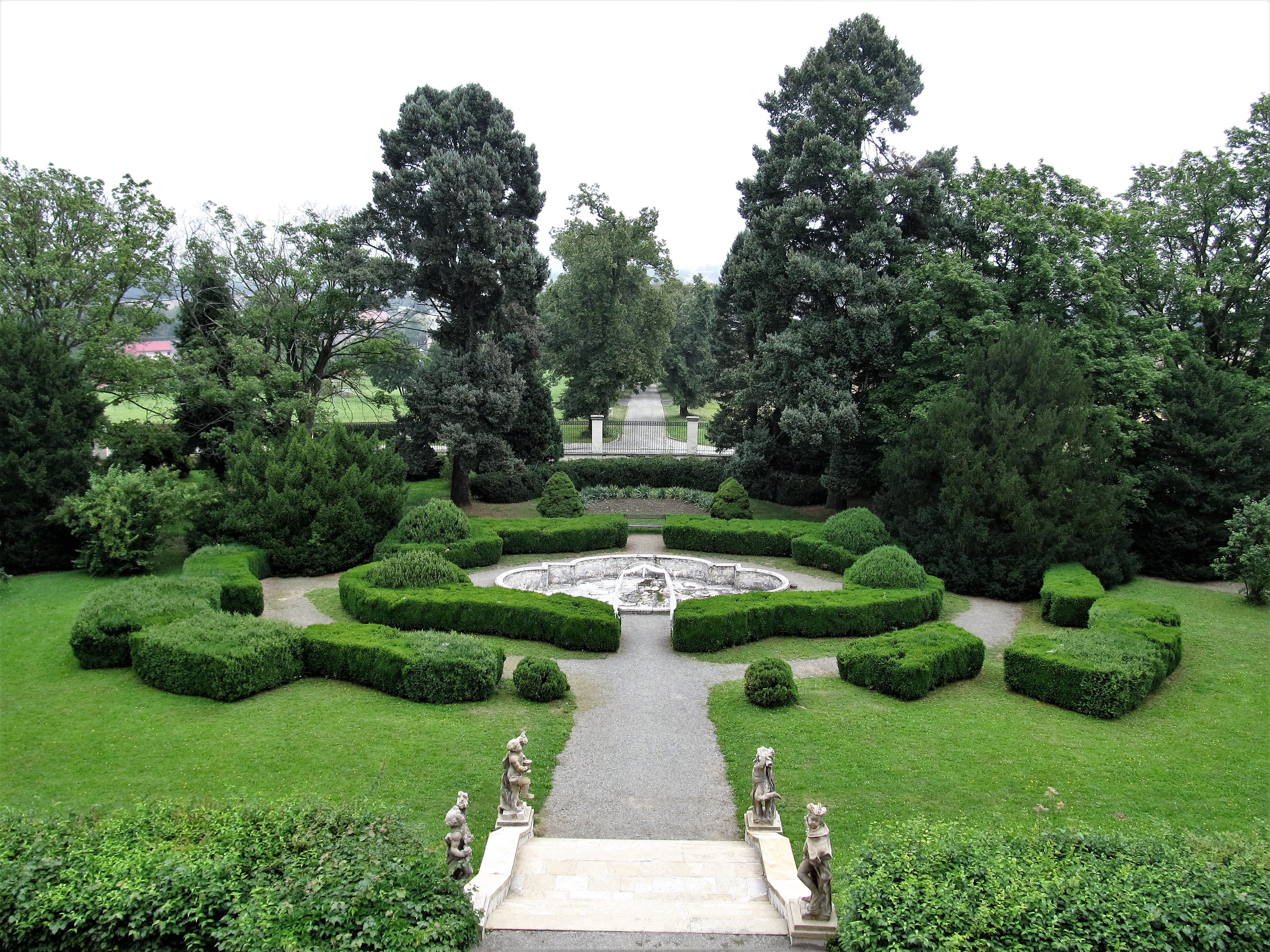
Zámecký park pohledem z prvního patra zámku
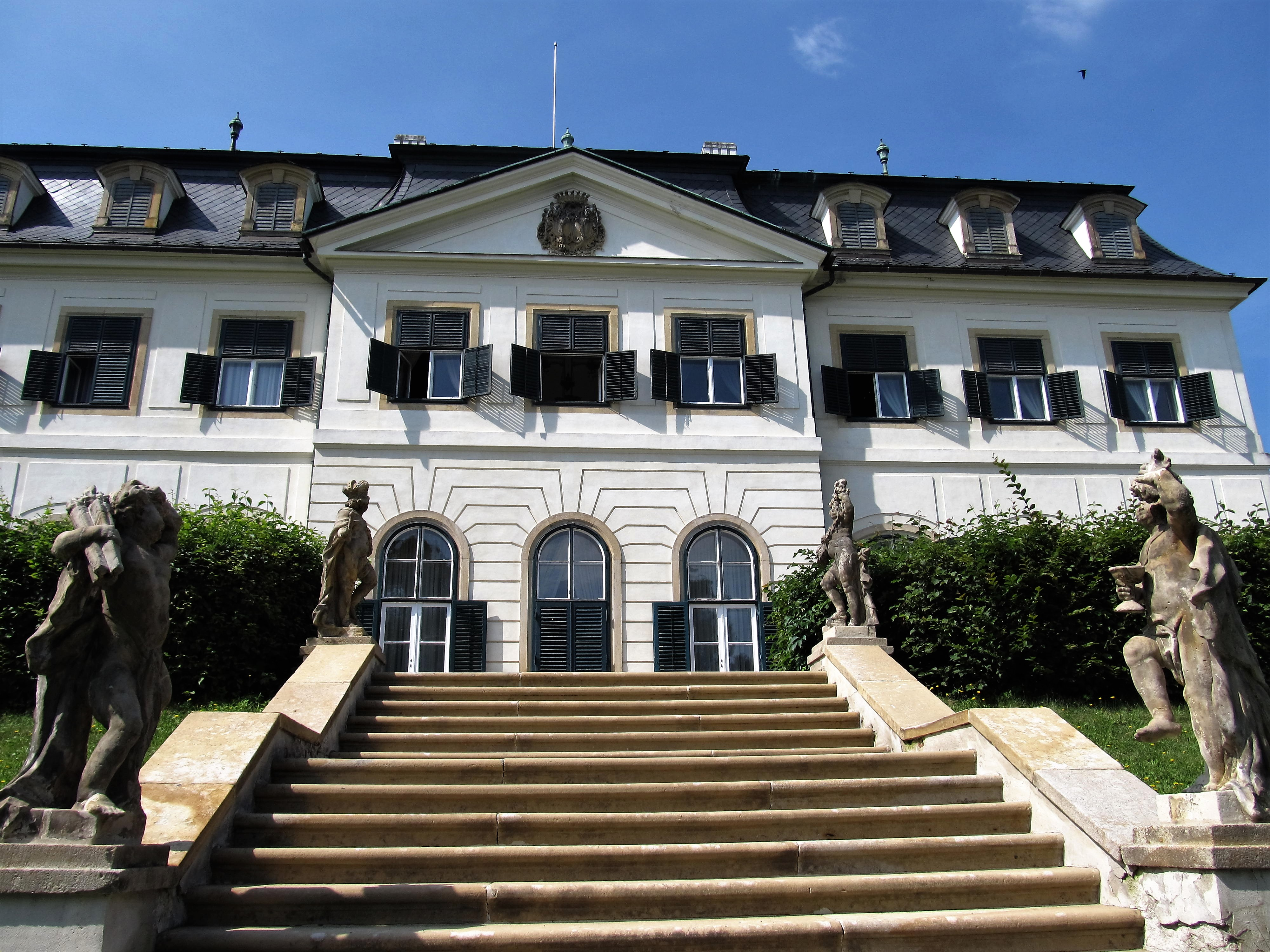
Schodiště ze zahrady do zámku s barokní sochařskou výzdobou
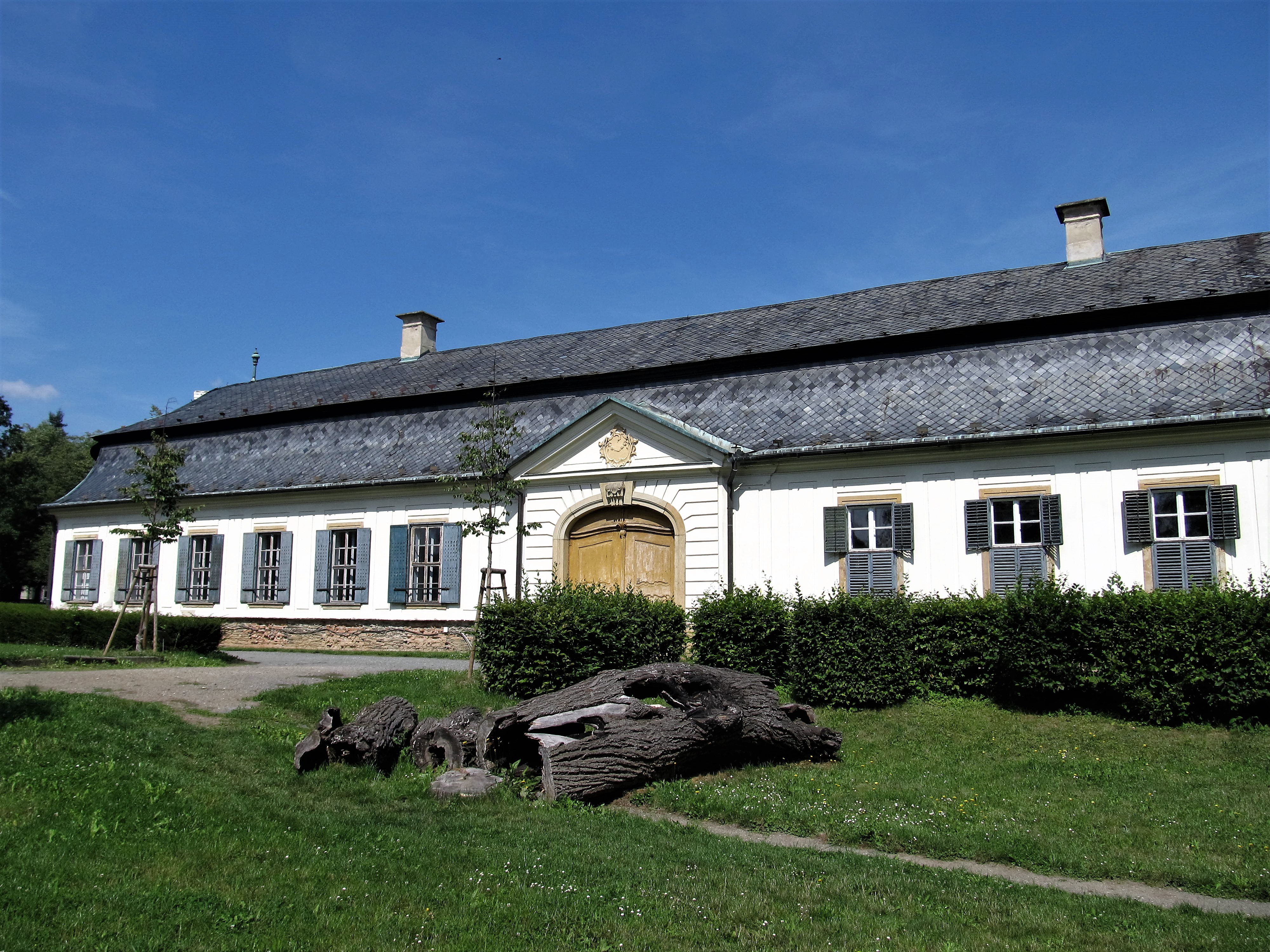
Hospodářské zázemí východně od hlavní budovy zámku
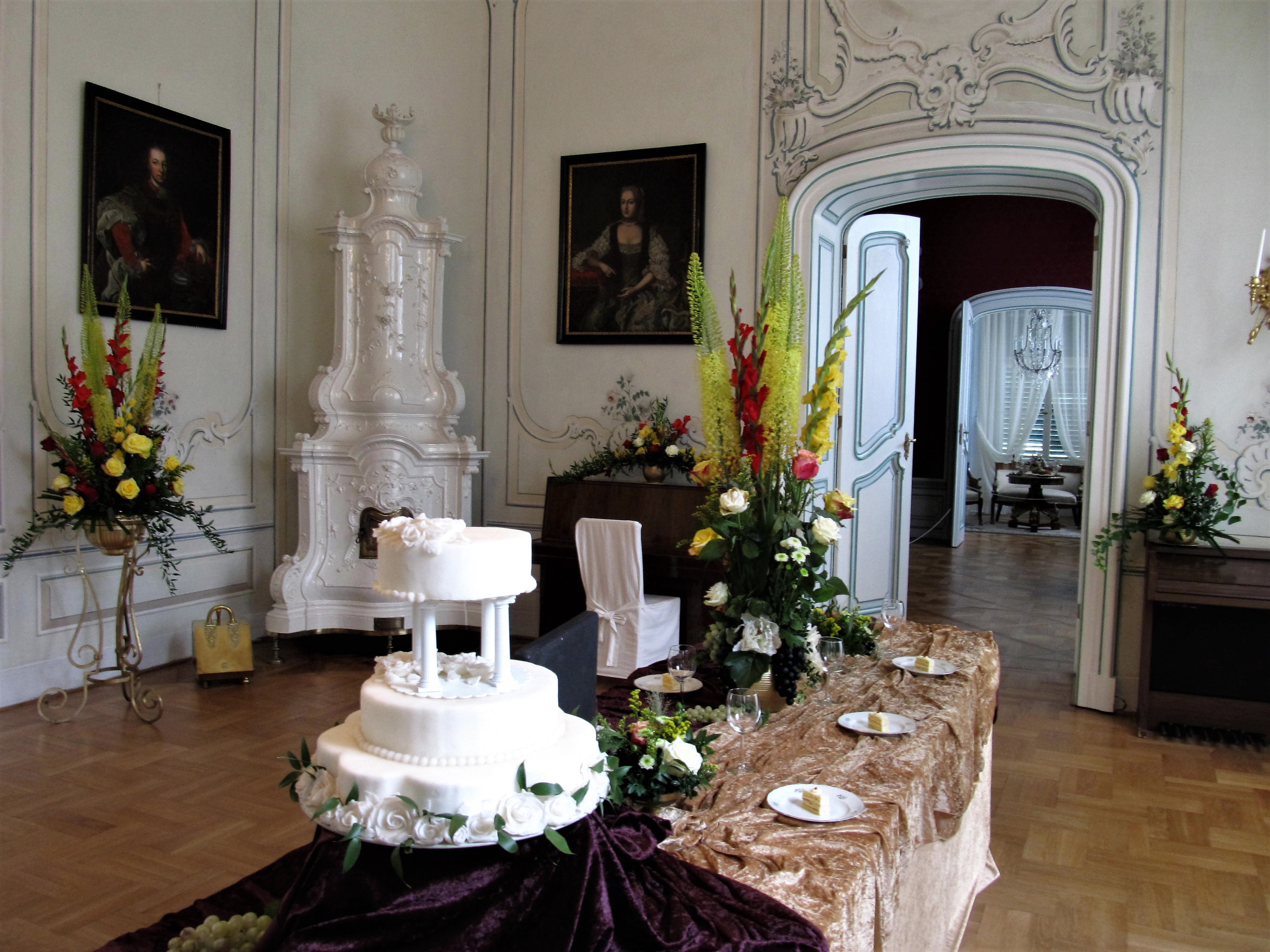
Hlavní sál